# Khon liang chang
Khon liang chang é um filme de drama tailandês de 1990 dirigido e escrito por Chatrichalerm Yukol. Foi selecionado como representante da Tailândia à edição do Oscar 1990, organizada pela Academia de Artes e Ciências Cinematográficas.

## Elenco
- Sorapong Chatree - Boonsong